# Општина Будуслау (Бихор)
Будуслау (рум. Buduslău) општина је у Румунији у округу Бихор.
Oпштина се налази на надморској висини од 147 m.